# 克里斯曼 (科羅拉多州)
克里斯曼（英語：Crisman）是位於美國科羅拉多州圓石縣的一個人口普查指定地區。

## 地理
克里斯曼的座標為40°02′24″N 105°21′40″W / 40.04000°N 105.36111°W，而該地最高點為海拔高度1921米（即6301英尺）。

## 人口
根據2010年美國人口普查的數據，克里斯曼的面積為3.8平方千米，均為陸地。當地共有人口186人，而人口密度為每平方千米48人。